# Erpe
Erpe is een dorp in de Belgische provincie Oost-Vlaanderen en een deelgemeente van Erpe-Mere, het was een zelfstandige gemeente tot aan de gemeentelijke herindeling van 1977. Erpe ligt in de Denderstreek. Door Erpe loopt de Molenbeek-Ter Erpenbeek. Erpe wordt omringd door Mere, Ottergem, Erondegem, Impe (deelgemeente Lede), Lede, Aalst en Nieuwerkerken (deelgemeente Aalst). Op de grens van Erpe, Mere en de Aalsterse deelgemeente Nieuwerkerken bevindt zich het gehucht Edixvelde.

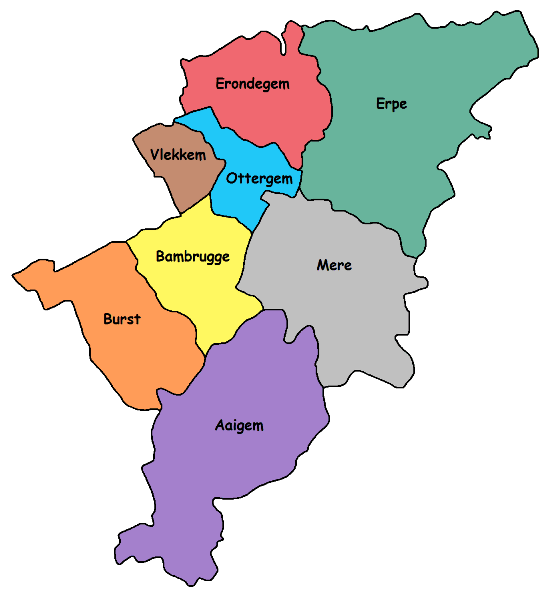
Ligging van Erpe in Erpe-Mere

De Erpenaren hebben als bijnaam palokeneters, en ook wel dieven. Het hoogste punt van de deelgemeente Erpe bevindt zich aan de kruising van de E40 met de Merestraat, de top ligt op een hoogte van 44 meter boven zeeniveau.

## Geschiedenis
In 1057 werd Erpe voor het eerst in een document genoemd, al is het dorp naar alle waarschijnlijkheid veel ouder. De naam is afgeleid van de naam Erpo. Tussen de 18e en 19e eeuw groeide de bevolking van Erpe gestaag. In 1769 waren er 1032 bewoners, in 1801 1638 en in 1893 2394. Rond het eind van de 19e eeuw stonden er in het dorp twee watermolens, een windmolen, twee bierbrouwerijen en een azijnmakerij.

## Demografische ontwikkeling
- Bronnen:NIS, Opm:1831 tot en met 1970=volkstellingen; 1976 = inwoneraantal op 31 december

## Bezienswaardigheden
- De Cottemmolen, in de Molenstraat 36 aan de Molenbeek-Ter Erpenbeek. Deze watermolen is een bovenslag watermolen en is beschermd[3]. De molen werkte vroeger als koren- en oliemolen, later alleen als korenmolen.
- De Van Der Biestmolen, in de Dorpsstraat 3, ook aan de Molenbeek-Ter Erpenbeek. Deze watermolen is een bovenslag watermolen en is niet beschermd. Het is een korenmolen.
- De watertoren van de Tussengemeentelijke Maatschappij der Vlaanderen voor Watervoorziening.
- De Sint-Martinuskerk, waar Jan Coppens pastoor is. Erpe behoort tot het dekenaat van Lede.
- De Onze-Lieve-Vrouw-van-Bijstandkapel

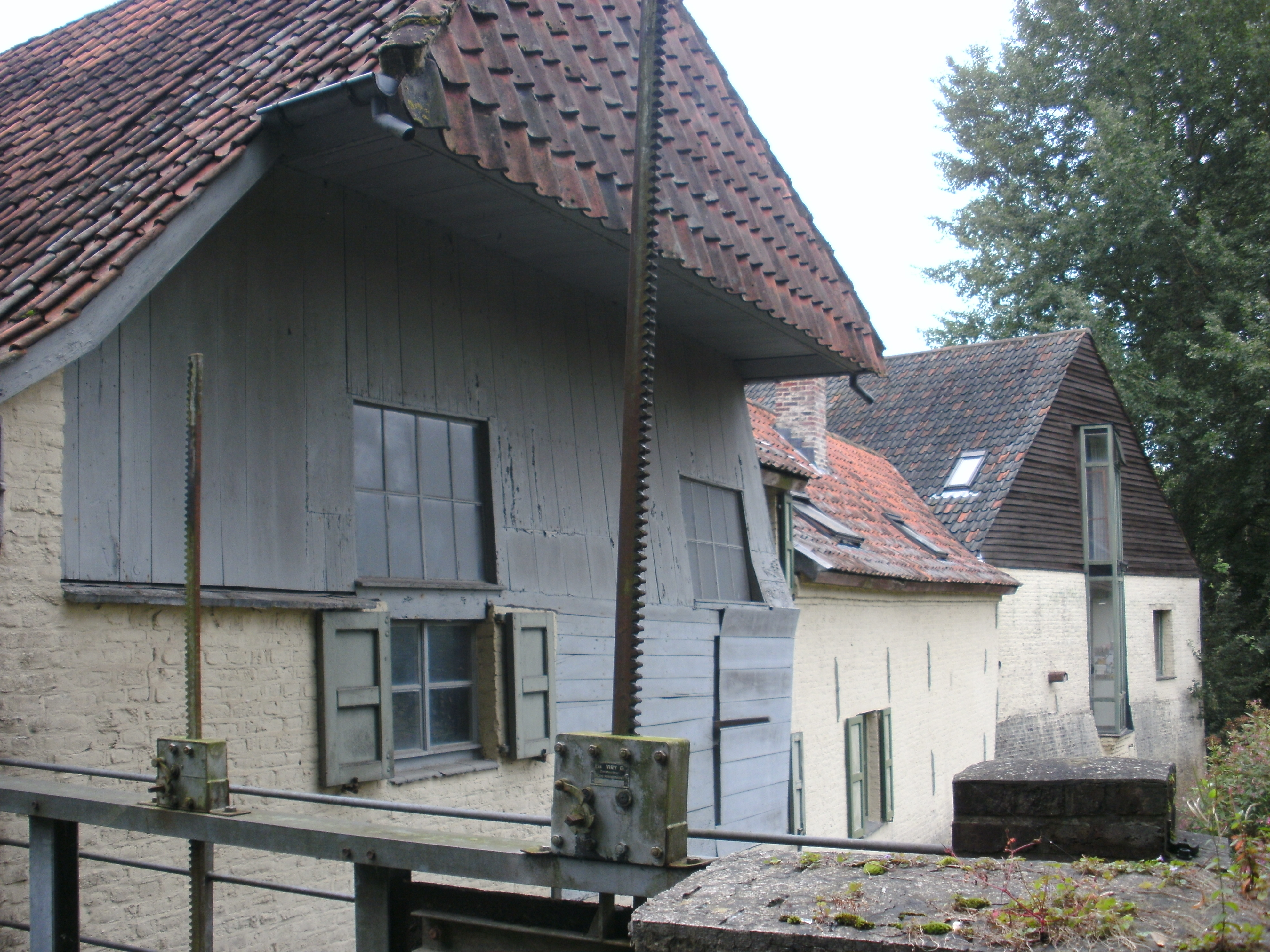
Cottemmolen
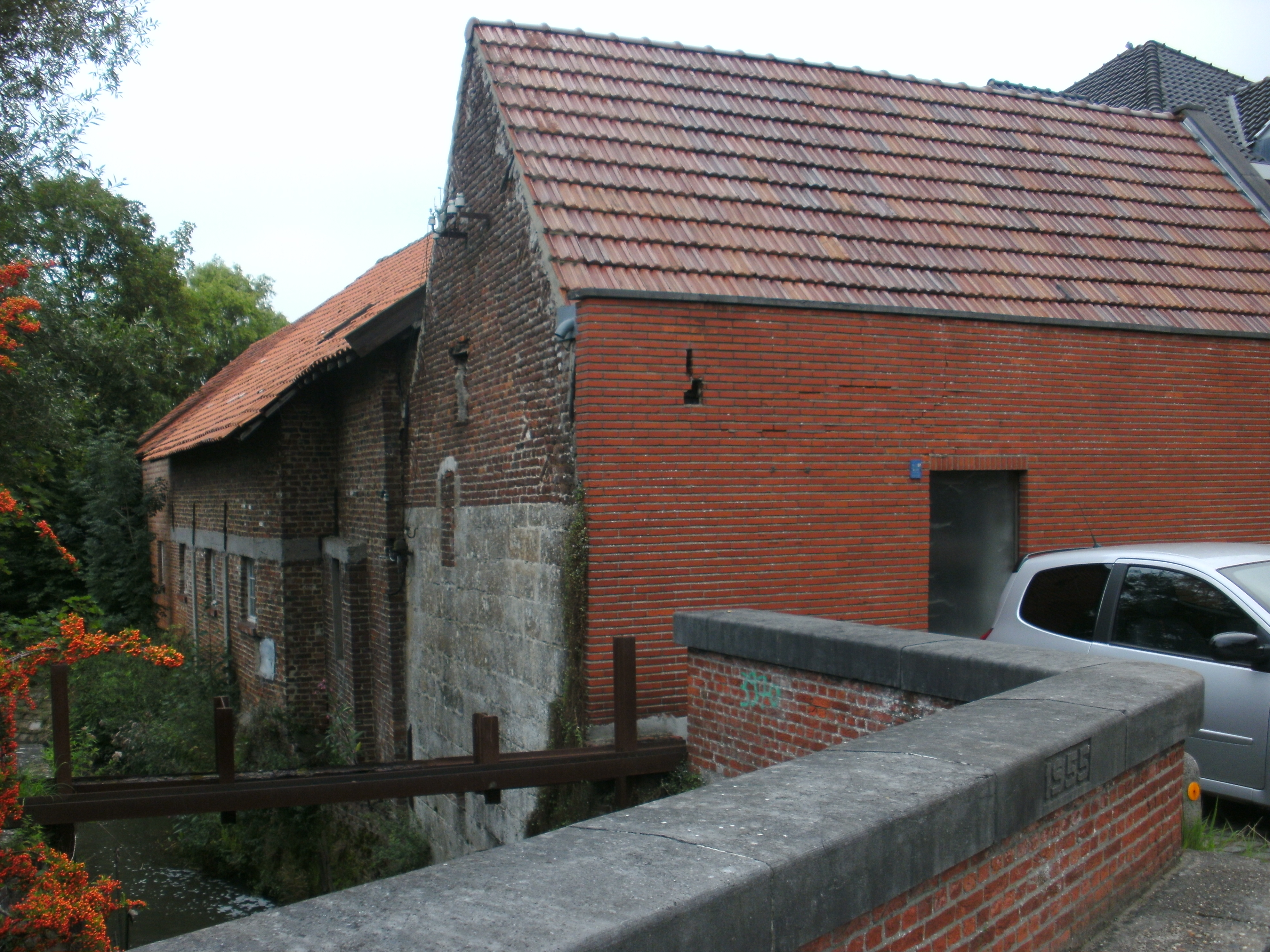
Van Der Biestmolen
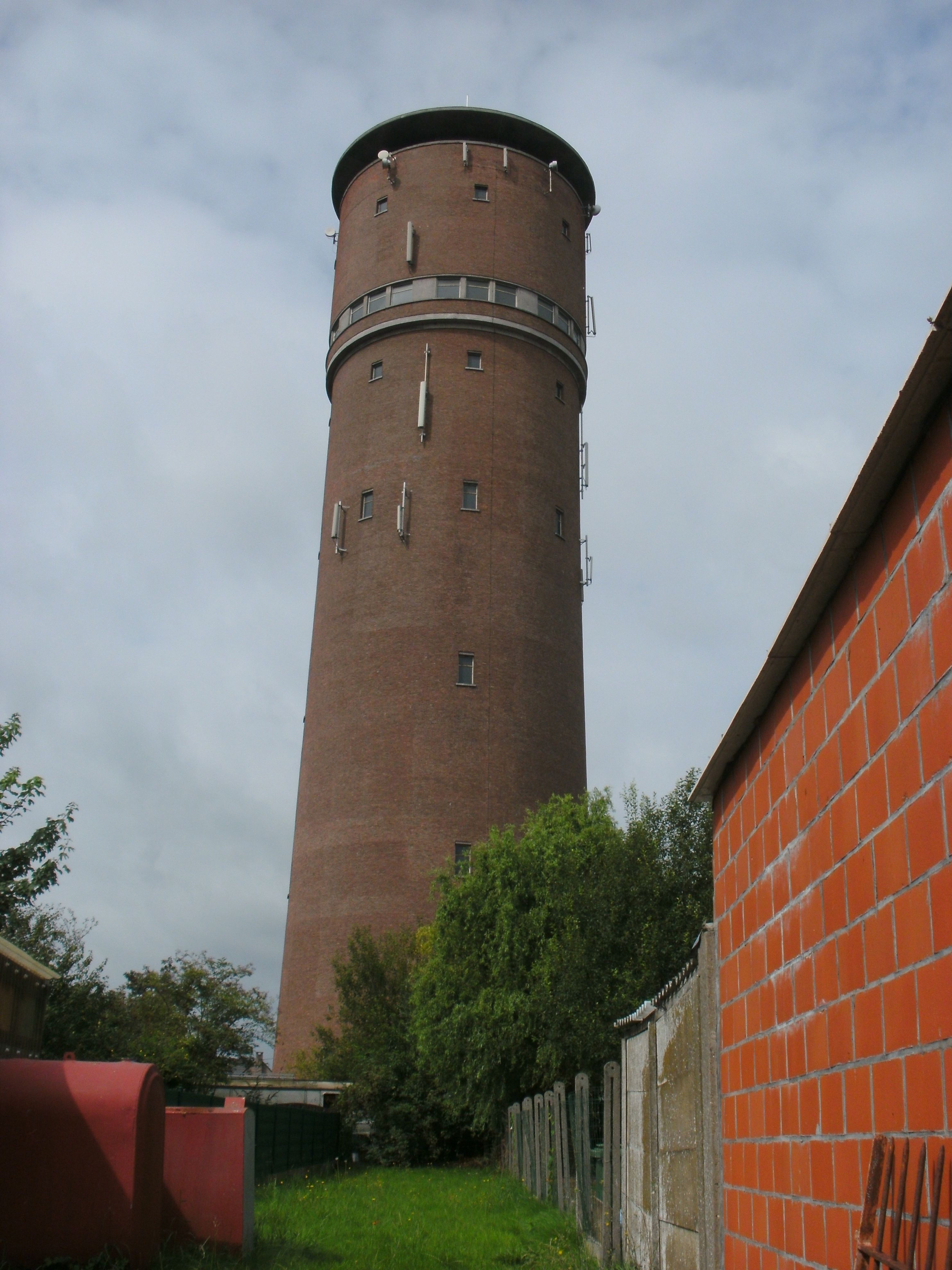
Watertoren
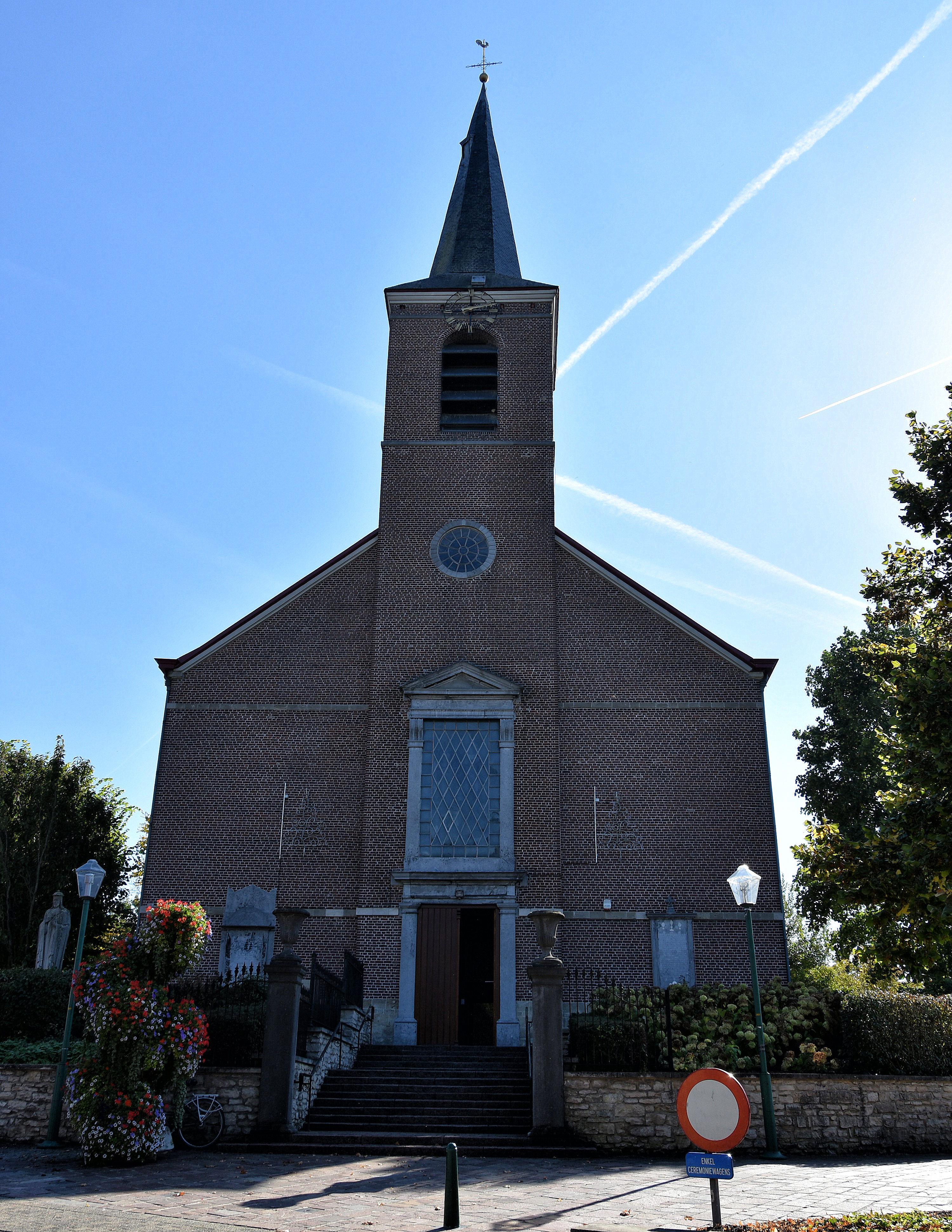
Sint-Martinuskerk

## Natuur en landschap
Erpe ligt in Zandlemig Vlaanderen op een hoogte van 11-46 meter. Erpe wordt omsloten door infrastructuur: de spoorlijn Gent-Brugge, de A10 Brussel-Oostende, de N9 Brussel-Oostende en de N46 (Gent-Oudenaarde). De Molenbeek-Ter Erpenbeek loopt langs Erpe.

## Sport
In Erpe waren er ooit 2 voetbalclubs aangesloten bij de Belgische Voetbalbond:
- FC Oranja Erpe dat in 1999 opging in de club KVC Erpe Erondegem.
- FC Edixvelde dat in 1999 opgeslorpt werd door FC Mere.

Het nationale clublokaal van de motorclub de Blue Angels in België bevindt zich in Erpe.

## Toerisme
Door dit dorp loopt onder meer de Molenbeekroute.

## Verkeer en vervoer

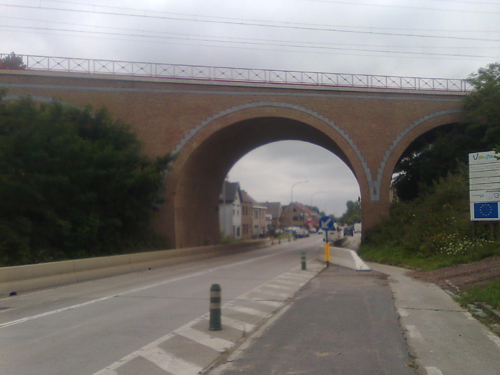
Spoorwegbrug boven de Oudenaardsesteenweg

Door Erpe loopt de N46 of Oudenaardsesteenweg en de N9 of Gentsesteenweg. Op de N9 te Erpe is er een spoorweghalte Vijfhuizen en ook op de grens tussen Erpe en Mere is er een spoorweghalte Erpe-Mere.

## Nabijgelegen kernen
Mere, 
Aalst, Nieuwerkerken, Erondegem, Edixvelde
Deelgemeenten: Aaigem · Bambrugge · Burst · Erondegem · Erpe · Mere · Ottergem · Vlekkem

Gehuchten: Edixvelde (deels) · Egem

Belgische gemeenten · Arrondissement Aalst · Oost-Vlaanderen · Vlaanderen